# 六朝
六朝（りくちょう）とは、建康（建業、現・中華人民共和国江蘇省南京市）を都としていた三国時代の呉・東晋および南朝の宋・斉・梁・陳の六つの王朝の総称である。
呉の滅亡（280年）から東晋成立（317年）までを含む「222年 - 589年」を六朝時代（りくちょうじだい）、その時代の文化を六朝文化（りくちょうぶんか）と呼ぶ場合もある。

## 宗教
六朝時代は、中国における宗教の時代であり、六朝文化はこの時代に興隆した宗教を基に花開いた。一方では、後漢代に盛行した神秘的傾向の濃厚な讖緯の説・陰陽五行説の流れの延長上に位置づけられる。また、後漢末より三国から魏晋南北朝期に至る動乱と社会の激変に伴う精神文化の動揺が、従来の儒教的な聖人を超越した原理を求める力となったものと考えられる。

### 儒教・老荘
儒教では、魏の王弼が、五行説や讖緯説を排した立場で、経書に対する注を撰した。それと同時に、老荘思想の影響を受けた解釈を『易経』に施したことで、その後の晋および南朝に受け入れられることとなった。その一方で、北朝では、後漢代の鄭玄の解釈が踏襲され、経学の南北差を生じさせるに至った。
魏晋の貴族社会は、清談が尊重された時代であり、王弼や何晏が無為の思想に基づいた清談を行い、それが「正始の音」として持て囃された。次いで、竹林の七賢が、思想的・文学的な実践によって、それを更に推進した。その後、郭象が老荘の思想（玄学）を大成した。

### 仏教・道教
仏教伝来は、後漢代のこととされる。しかし、伝来当初は、外来の宗教として受容され、なかなか浸透しなかった。六朝代になると、後漢以来の神秘的傾向が維持され、老荘思想が盛行し、清談が仏教教理をも取り込む形で受け入れられたことから、深く漢民族の間にも受容されるに至った。そこで重要な役割を果たしたのは、仏図澄・釈道安であり、道安は鳩摩羅什の長安への招致を進言し、その仏教は門弟子である廬山の慧遠の教団に継承された。慧遠は「沙門不敬王者論」を著して、覇者の桓玄に対抗した。
道教は、後漢代の五斗米道に始まる。その教団が三国の魏によって制圧されると、一時、その系統は表には現われなくなるが、4世紀初頭に、葛洪が現われ、『抱朴子』を著わして不老不死を説く道教の教理体系を整備した。この時代の道教信徒として知られるのは、書聖の王羲之である。その系統は、南朝梁の時代の陶弘景に受け継がれ、茅山派（上清派）道教の教団が形成された。一方、北朝では、寇謙之の新天師道が開創され、やはりその制度面での整備が、仏教教理も吸収する形で行なわれた。

## 六朝の一覧
- 呉（222年 - 280年）
- 東晋（317年 - 420年）
- 宋（420年 - 479年）
- 斉（479年 - 502年）
- 梁（502年 - 557年）
- 陳（558年 - 589年）

## 関係した時代
- 三国時代（220年 - 280年）
  - 魏（220年 - 265年）
  - 蜀（221年 - 263年）
  - 呉（222年 - 280年）
- 晋（265年 - 420年）
  - 西晋（265年 - 316年）
  - 東晋（317年 - 420年）
- 五胡十六国時代（304年 - 439年）
- 南北朝時代（439年 - 589年）